# Assembleia Legislativa do Maranhão
Assembleia Legislativa do Maranhão, também conhecida como Alema, é o órgão de poder legislativo do estado de Maranhão, exercido através dos deputados estaduais.

## História

### Conselho Geral e Assembleia Legislativa da Província do Maranhão (1829-1889)

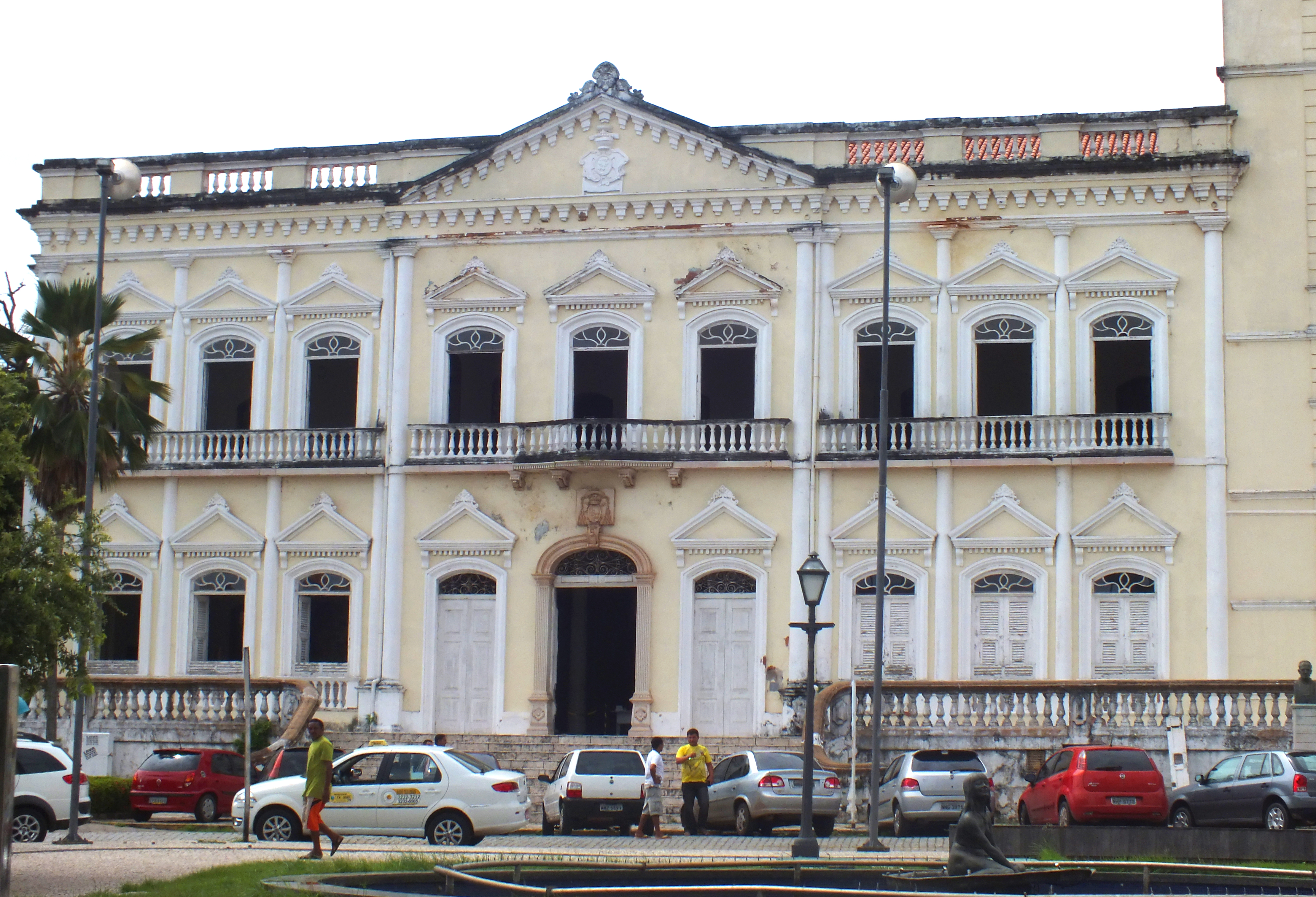
O Palácio Episcopal foi sede do Conselho Geral, e posteriomente, Assembleia Legislativa da Província do Maranhão de 1829 a 1889.

O fato mais longínquo, atrelado ao parlamento estadual, reporta à primeira Constituição Brasileira, de 1824, outorgada por D. Pedro I, que criou os Conselhos Gerais das Províncias (nessa época ainda não havia estados e municípios). Essas estruturas não tinham poderes legislativos, mas a elas competia elaborar projetos de interesse específico da região, de acordo com o grau de urgência e necessidade..
Apesar de a Carta Magna ter vigorado a partir de 1824, o Conselho Geral da Província só foi instalado no Maranhão a 1º de dezembro de 1829, num dos salões superiores ao lado direito da Capela-Mor da Sé, onde hoje está edificado o Palácio Episcopal, na Praça Pedro II. Os conselheiros, em número de 21, não poderiam ter idade inferior a 25 anos.
O Conselho Geral da Província teve seis anos de existência, encerrando suas atividades em 1835, para dar lugar à Assembleia Legislativa Provincial, que se estenderia até 1889. Com ela surgem os deputados provinciais. Eles eram eleitos em dois turnos. O mandato era de dois anos. As sessões legislativas duravam apenas dois meses.
Um imóvel próprio para a Assembleia Legislativa, que ainda funcionava no Consistório da Sé, foi tema de discussão por mais de meio século. Somente em 1885 a sede do poder passou a ser o edifício situado na Rua do Egito, no Centro Histórico de São Luís, onde a Casa permaneceu por 123 anos, salvo ligeiros hiatos, quando funcionou na Biblioteca Pública Benedito Leite e na Câmara Municipal de São Luís, em razão de reformas arquitetônicas.

### Congresso do Estado do Maranhão (1889-1930)

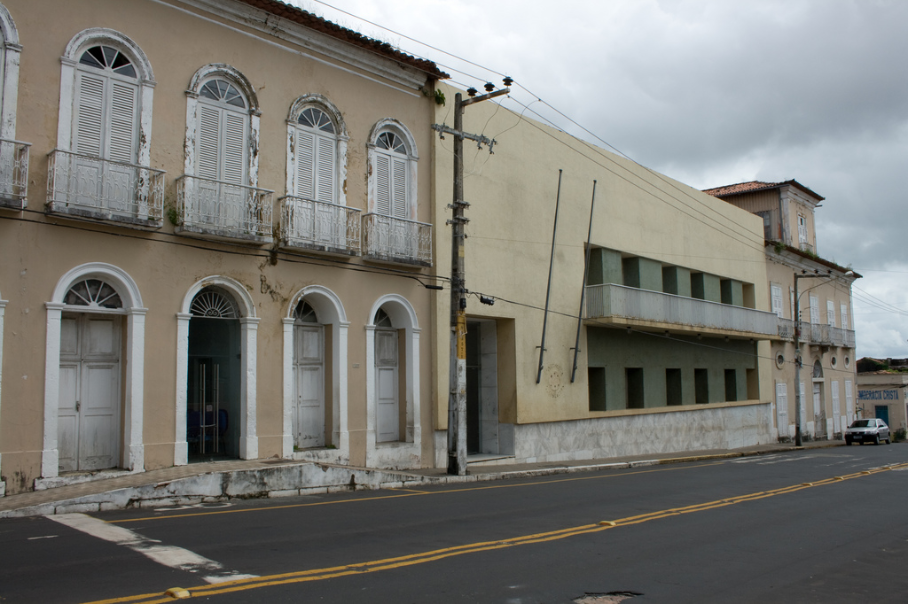
O antigo Palácio Manuel Beckman, localizado na Rua do Egito, no Centro Histórico de São Luís. O edifício foi sede da Assembleia de 1885 à 2008.

Com o golpe que derrubou o regime imperial e instituiu a República, a partir de 1889, os conselhos provinciais passaram a denominar-se Congressos dos Estados. Nessa etapa da história, cabe destacar que o Congresso do Maranhão, oriundo da República, chegou a eleger, de forma indireta, o primeiro governador do Estado, José Lourenço de Sá Albuquerque, que meses depois seria deposto numa manobra da oposição liderada pelo deputado Benedito Pereira Leite, com o apoio do Exército.
A partir daí, uma sequência de acontecimentos altera a noção de identidade nacional. Golpes e revisões constitucionais deram a tônica do Século XX, determinando uma série de fechamentos e reaberturas do Legislativo maranhense, sendo que o último grande abalo verificou-se com a deposição do presidente João Goulart, em 1964, o que repercutiu fortemente na Assembleia Legislativa do Maranhão, com a cassação de mandatos, prisões e ameaças de torturas.

### Assembleia Legislativa do Estado do Maranhão (1930-presente)
A Revolução de 1930 abre um novo capítulo na história do parlamento estadual. O Poder Legislativo assume a denominação de Assembleia, cujo modelo perdura até os tempos atuais.
Desse período merecem registros entre seus presidentes: Ivar Saldanha (1952-1953, 1955-1957, 1971-1973, 1982-1983), que além de deputado foi prefeito de São Luís e governador do Maranhão; Alexandre Costa (1961), deputado e senador da República; Freitas Diniz (1961-1962), deputado federal e ícone da resistência democrática; Nunes Freire (1966-1968), governador do Maranhão; Enoc Vieira (1979-1981), de sua gestão datam os primeiros livros de História da Assembleia; Ricardo Murad (1987-1989), ampliou o patrimônio imobiliário e restaurou três edifícios coloniais anexos ao prédio principal.
Em 1984, quando da eleição dos delegados estaduais que votariam no Colégio Eleitoral para escolha do sucessor do presidente João Figueiredo, a Assembleia também viveu momentos de agitação, com a presença em suas dependências de seguranças armados de metralhadoras e fuzis, fato que acabou ganhando as páginas dos grandes jornais do País e o espaço das principais redes de televisão.
Ivar Saldanha (1989-1991) e Carlos Braide (1991-1993) atuaram como presidente da Assembleia. Manoel Ribeiro (1993-2003) manteve-se à frente da Assembleia pelo maior período de tempo ininterrupto. Carlos Alberto Milhomem (2003-2004) teve como marco de sua gestão a aprovação do Código de Ética e Decoro Parlamentar, o novo Regimento Interno e a ordem de serviços para a construção do novo prédio do Legislativo.
João Evangelista também presidiu a Mesa Diretora da Assembleia Legislativa por quatro anos (2005-2007 e 2007-2009). Destacou-se pela gestão inovadora ao democratizar as informações, ampliando significativamente os canais de comunicação do Poder Legislativo estadual com a sociedade. As sessões ordinárias e audiências públicas passaram a ser transmitidas, ao vivo, e em tempo real, pela Internet.
A aprovação do Plano de Cargos, Carreiras e Vencimentos dos servidores, a implantação da Escola do Legislativo e a construção e inauguração da moderna sede do poder Legislativo, no Sítio do Rangedor, Cohafuma, foram marcos importantes na gestão de Evangelista. A nova sede continua a se chamar Palácio Manuel Beckman, mesmo nome que possuía no antigo endereço, no Centro Histórico de São Luís.
Marcelo Tavares (2009-2011) implantou o Portal da Transparência do Legislativo estadual, instrumento pelo qual a sociedade pode acompanhar a execução do orçamento do Parlamento. Outra conquista importante para o poder foi a inauguração da TV Assembleia, que transmite as sessões plenárias, bem como as ações desenvolvidas pela instituição e seus deputados.
Na 17.ª legislatura (2011-2015), Arnaldo Melo tornou-se presidente da casa, e deixou o cargo em 8 de dezembro de 2014, com a renúncia da governadora Roseana Sarney. Da saída de Arnaldo até o empossamento da nova legislatura em 1º de fevereiro de 2015, o 1º vice-presidente Max Barros tornou-se presidente interino.
Na 18.ª legislatura (2015-2019), Humberto Coutinho (PDT) torna-se o novo presidente da casa, após sua chapa vencer por 40 votos a 2 a chapa de Andrea Murad (PMDB). Com a morte de Coutinho em 1.º de janeiro de 2018, o 1º vice-presidente Othelino Neto assumiu interinamente a presidência da casa.

### Figuras notórias
Em mais de dois séculos de atividade o parlamento estadual teve entre seus membros personagens históricos de reconhecida inteligência, como João Lisboa, Sotero dos Reis, Odorico Mendes, Benedito Leite, Genésio Rego, Tarquínio Lopes, Barbosa de Godois, Viveiros de Castro, Domingos Barbosa, Clodomir Cardoso, Dunshee de Abranches, Viriato Corrêa, Lino Machado, Rosa Castro, Zuleide Bogéa, Fernando Viana, Orlando Leite e Erasmo Dias, dentre outros.
Vale destacar também nomes que ocuparam o cargo de presidente da Assembleia, alguns de reconhecido valor intelectual e inegável capacidade de articulação política, outros pelos fatos históricos ocorridos em sua gestão. Desse grupo fazem parte Dom Marcos Antônio de Sousa (1840-1842) teólogo, deputado às cortes de Lisboa e intelectual de renome internacional; Luís Antônio Vieira da Silva (1860-1861), detentor do título de Visconde e autor do livro História da Independência do Maranhão; Gentil Braga (1864-1865), promotor público, magistrado, jornalista, poeta e prosador, autor de "Entre o Céu e a Terra".
Integram ainda esse seleto clube Augusto Olímpio Gomes de Castro (1877), jurista, advogado, senador do Império, foi presidente da Província do Maranhão, membro da Academia Maranhense de Letras e do Supremo Tribunal Federal; Benedito Pereira Leite (1898-1900), chefe político e governador do Maranhão; Genésio Euwaldo de Moraes Rego (1926-1930), médico, secretário de Estado do Maranhão, vice-governador, deputado federal e senador, último presidente do Congresso Legislativo, extinto com o golpe de Estado de 1930.

## Mesa diretora
| Cargo              | Nome            | Partido | Ocupante desde |
| ------------------ | --------------- | ------- | -------------- |
| Presidente         | Iracema Vale    | PSB     | 2023           |
| 1º Vice-Presidente | Andreia Rezende | PSB     | 2024           |
| 2º Vice-Presidente | Arnaldo Melo    | PP      | 2023           |
| 3º Vice-Presidente | Fabiana Villar  | PL      | 2023           |
| 4º Vice Presidente | Ana do Gás      | PCdoB   | 2024           |
| 1º Secretária      | Antônio Pereira | PSB     | 2023           |
| 2º Secretária      | Roberto Costa   | MDB     | 2023           |
| 3º Secretário      | Osmar Filho     | PDT     | 2023           |
| 4º Secretário      | Guilherme Paz   | PRD     | 2023           |

## Deputados
| Nome | Nome                   | Partido           | Votos   | Cidade de origem | Unidade federativa | Notas |
| ---- | ---------------------- | ----------------- | ------- | ---------------- | ------------------ | --- |
|      | Iracema Vale           | PSB               | 104.729 | São Luís         | Maranhão           | |
|      | Othelino Neto          | PCdoB (FE Brasil) | 84.815  | São Luís         | Maranhão           | Filiou-se ao Solidariedade. |
|      | Carlos Lula            | PSB               | 80.828  | São Luís         | Maranhão           | |
|      | Davi Brandão           | PSB               | 67.392  | Bacabal          | Maranhão           | |
|      | Florêncio Neto         | PSB               | 56.100  | Bacabal          | Maranhão           | |
|      | Fabiana Vilar          | PL                | 55.314  | Várzea Alegre    | Ceará              | |
|      | Solange Almeida        | PL                | 55.193  | Monção           | Maranhão           | |
|      | Francisco Nagib        | PSB               | 53.125  | Codó             | Maranhão           | |
|      | Mical Damasceno        | PSD               | 52.123  | Anajatuba        | Maranhão           | |
|      | Neto Evangelista       | UNIÃO             | 50.923  | São Luís         | Maranhão           | |
|      | Aluizio Santos         | PL                | 50.770  | Chapadinha       | Maranhão           | |
|      | Osmar Filho            | PDT               | 50.117  | São Luís         | Maranhão           | |
|      | Rafael Leitoa          | PSB               | 49.798  | Teresina         | Piauí              | Renunciou para assumir o cargo de prefeito de Timon. Assumiu o suplente Edson Araújo.                                                                       |
|      | Dra. Vivianne          | PDT               | 49.202  | Uruçuí           | Piauí              | |
|      | Andreia Rezende        | PSB               | 48.186  | São Luís         | Maranhão           | |
|      | Rildo Amaral           | PP                | 48.090  | Imperatriz       | Maranhão           | Renunciou para assumir o cargo de prefeito de Imperatriz. Assumiu o suplente Catulé Júnior.                                                                 |
|      | Abigail Cunha          | PL                | 48.025  | São Francisco    | Minas Gerais       | |
|      | Daniella Jadão Meneses | PSB               | 47.277  | Presidente Dutra | Maranhão           | |
|      | Edna Silva             | PRD               | 46.248  | Santa Luzia      | Maranhão           | Eleita pelo Patriota (fundido ao PTB, tornando-se PRD). |
|      | Glalbert Cutrim        | PDT               | 45.134  | São Luís         | Maranhão           | |
|      | Guilherme Paz          | PRD               | 44.844  | Codó             | Maranhão           | Eleito pelo Patriota (fundido ao PTB, tornando-se PRD). |
|      | Rodrigo Lago           | PCdoB (FE Brasil) | 43.292  | São Luís         | Maranhão           | |
|      | Fernando Braide        | PSD               | 42.506  | São Luís         | Maranhão           | Eleito pelo PSC, partido que se fundiu ao Podemos. Deputado se filiou ao PSD.                                                                               |
|      | Ricardo Arruda         | MDB               | 42.056  | Santos Dumont    | Minas Gerais       | |
|      | Dr. Yglésio            | PSB               | 42.009  | São Luís         | Maranhão           | |
|      | Eric Costa             | PSD               | 40.629  | Barra do Corda   | Maranhão           | |
|      | Ariston Ribeiro        | PSB               | 40.236  | Pastos Bons      | Maranhão           | |
|      | Arnaldo Melo           | PP                | 39.546  | Codó             | Maranhão           | |
|      | Claudio Cunha          | PL                | 39.104  | Apicum-Açu       | Maranhão           | |
|      | Janaina Ramos          | Republicanos      | 38.927  | Imperatriz       | Maranhão           | |
|      | Antônio Pereira        | PSB               | 38.329  | Teixeira         | Paraíba            | |
|      | Hemetério Weba         | PP                | 37.709  | Santa Helena     | Maranhão           | Declarada perda do mandato. Assumiu a suplente Helena Dualibe.                                                                                              |
|      | Cláudia Coutinho       | PDT               | 37.435  | Caxias           | Maranhão           | |
|      | Júnior França          | PP                | 35.820  | Santa Inês       | Maranhão           | |
|      | Juscelino Marreca      | PRD               | 35.567  | Santa Luzia      | Maranhão           | Eleito pelo Patriota (fundido ao PTB, tornando-se PRD). Renunciou para assumir o cargo de prefeito de Santa Luzia. Assumiu o suplente João Batista Segundo. |
|      | Roberto Costa          | MDB               | 34.156  | Recife           | Pernambuco         | Renunciou para assumir o cargo de prefeito de Bacabal. Assumiu o suplente Keké Teixeira.                                                                    |
|      | Ricardo Rios           | PCdoB (FE Brasil) | 29.304  | São Luís         | Maranhão           | |
|      | Júlio Mendonça         | PCdoB (FE Brasil) | 29.028  | Viana            | Maranhão           | |
|      | Ana do Gás             | PCdoB (FE Brasil) | 27.425  | São Luís         | Maranhão           | |
|      | Leandro Bello          | PODE              | 25.064  | Timon            | Maranhão           | |
|      | Júnior Cascaria        | PODE              | 24.910  | Poção de Pedras  | Maranhão           | |
|      | Wellington do Curso    | PODE              | 24.800  | Teresina         | Piauí              | Eleito pelo PSC (incorporado pelo Podemos). Filiou-se ao NOVO.                                                                                              |

## Comissões permanentes
| Nome                                                            | Presidente          | Link |
| --------------------------------------------------------------- | ------------------- | ---- |
| Administração Pública, Seguridade Social e Relações do Trabalho | Mical Damasceno     | Link |
| Assuntos Econômicos                                             | Júlio Mendonça      | Link |
| Assuntos Municipais e de Desenvolvimento Regional               | Juscelino Marreca   | Link |
| Constituição, Justiça e Cidadania                               | Neto Evangelista    | Link |
| Defesa dos Direitos Humanos e das Minorias                      | Ricardo Arruda      | Link |
| Educação, Desporto, Ciência e Tecnologia                        | Wellington do Curso | Link |
| Ética                                                           | Aluízio Santos      | Link |
| Meio Ambiente e Desenvolvimento Sustentável                     | Janaína             | Link |
| Obras e Serviços Públicos                                       | Daniella            | Link |
| Orçamento, Finanças, Fiscalização e Controle                    | Glalbert Cutrim     | Link |
| Saúde                                                           | Drª Vivianne        | Link |
| Segurança Pública                                               | Pará Figueiredo     | Link |
| Turismo e Cultura                                               | Fernando Braide     | Link |

## Diretorias
| Diretoria                            | Diretor                        | Diretor Adjunto               |
| ------------------------------------ | ------------------------------ | ----------------------------- |
| Administração, Material e Patrimônio | Raimundo Reis Neto             |                               |
| Auditor Geral                        | Ana Izabel Chaves              | Mady Lainy Payla de Souza     |
| Comunicação Social                   | Juraci Vieira Filho            | Glaucione Pereira Pedrozo     |
| Documentação e Registro              | Carmem da Silva Lira Neto      |                               |
| Geral                                | Ricardo Barbosa                |                               |
| Geral da Mesa                        | Bráulio Nunes de Souza Martins |                               |
| Institucional                        |                                |                               |
| Legislativa                          | Máneton Antunes de Macedo      |                               |
| Orçamento e Finanças                 | Lylyan Malheiros               |                               |
| Procurador-Geral                     | Bivar Jansen Batista           | Carlos Eduardo Pinheiro Rocha |
| Recursos Humanos                     | Lais Kerller                   |                               |
| Saúde e Medicina Ocupacional         | Ana Lúcia Ferreira Rocha       |                               |
| Tecnologia da Informação             | William Nunes                  |                               |